# Wdowy (film)
Wdowy (ang. Widows) – amerykańsko-brytyjski film fabularny z 2018 roku w reżyserii Steve’a McQueena, wyprodukowany przez wytwórnię 20th Century Fox. Film oparty na podstawie brytyjskiego serialu o tym samym tytule. Główne role w filmie zagrali Viola Davis, Michelle Rodriguez, Elizabeth Debicki, Cynthia Erivo, Colin Farrell i Liam Neeson.
Premiera filmu odbyła się 8 września 2018 podczas 43. Międzynarodowego Festiwalu Filmowego w Toronto. Dwa miesiące później, 6 listopada, obraz trafił do kin na terenie Wielkiej Brytanii oraz 16 listopada w Stanach Zjednoczonych i Polsce.

## Fabuła
Harry Rawlings (Liam Neeson) i jego trzech wspólników giną podczas próby obrabowania przestępcy i kandydata na radnego Jamala Manninga. Teraz to od żony Harry’ego, Veroniki (Viola Davis), Manning domaga się zwrotu kilku milionów, które poszły z dymem podczas nieudanego napadu. Kobieta łączy siły z pozostałymi wdowami po członkach gangu: razem planują skok, który pozwoli im spłacić bandytę.

## Obsada
- Viola Davis jako Veronica Rawlings
- Michelle Rodriguez jako Linda Perelli
- Elizabeth Debicki jako Alice Gunner
- Cynthia Erivo jako Belle
- Colin Farrell jako Jack Mulligan
- Brian Tyree Henry jako Jamal Manning
- Daniel Kaluuya jako Jatemme Manning
- Jacki Weaver jako Agnieska
- Carrie Coon jako Amanda Nunn
- Robert Duvall jako Tom Mulligan
- Liam Neeson jako Harry Rawlings
- Garret Dillahunt jako Bash O'Reilly
- Manuel Garcia-Rulfo jako Carlos Perelli
- Jon Bernthal jako Florek Gunner

## Odbiór

### Zysk
Film Wdowy zarobił 42,4 miliona dolarów w Stanach Zjednoczonych i Kanadzie oraz 33,6 miliona w pozostałych państwach; łącznie 76 mln USD w stosunku do budżetu produkcyjnego 42 milionów dolarów.

### Krytyka
Film Wdowy spotkał się z pozytywną reakcją krytyków. W serwisie Rotten Tomatoes 91% z 409 recenzji filmu jest pozytywne (średnia ocen wyniosła 8,1 na 10). Na portalu Metacritic średnia ocen z 57 recenzji wyniosła 84 punkty na 100.